# Pitou
Pitou, artiestennaam van Pitou Nicolaes (Amsterdam, 1993), is een Nederlandse singer-songwriter.

## Biografie
Nicolaes groeide op in Amsterdam en was vanaf jonge leeftijd met muziek bezig. Op tienjarige leeftijd deed ze mee aan het Kinderen voor Kinderen Songfestival, waar ze in de finale de tweede positie behaalde. Na deze finale werd zij gevraagd of zij aan het Nationaal Kinderkoor wilde deelnemen, omdat ze een klassiek klinkende stem zou hebben. Nicolaes zong uiteindelijk van 2004 tot 2009 in dit koor. Na haar middelbareschooltijd deed ze auditie bij het Conservatorium van Amsterdam; ze werd aangenomen en studeerde in 2017 af. In 2013 tot 2018 was ze een van de zangeressen in het Kobra Ensemble, waarmee ze onder meer toerde in Washington en optrad bij Podium Witteman.
Vanaf 2015 is Nicolaes als solo-artiest actief onder de artiestennaam Pitou. In dat jaar won ze de popcompetitie Mooie Noten. Ze werd in 2016 geselecteerd voor de Popronde en bracht in september van dat jaar haar titelloze debuut-ep uit. De stijl van deze ep werd door 3voor12 omschreven als "gebroken hartenfolk die is ontdaan van alle franjes". Aan het eind van 2016 stond ze bij een optreden van Bazart in de Patronaat te Haarlem in het voorprogramma. In 2017 speelde de artiest onder meer op Motel Mozaïque en in de voorprogramma's van I am Oak, Hooverphonic en Tamino.
Pitou stond in januari 2018 voor het eerst op Noorderslag. Ze was daarna onder andere te horen op Celtic Connections, Grasnapolsky en The Great Escape voordat ze in mei van dat jaar haar tweede ep I Fall Asleep So Fast uitbracht. Bij deze ep werd ze niet meer enkel begeleid door een gitaar, zoals bij haar eerst ep, maar door een volledige band. 3voor12 noemde de muziek in haar tweede ep gelaagder en complexer dan de nummers van de eerste. Ze debuteerde het album in het poppodium Bitterzoet te Amsterdam. In het tweede deel van 2018 was de zangeres onder meer te horen op Best Kept Secret en Into the Great Wide Open en deed ze een clubtoer door Nederland.
In 2019 trad Pitou voor een tweede maal op op Noorderslag en toerde ze door Nederland met het project Lost Lines. Voor dit project stuurden verschillende artiesten, waaronder Toon Tellegen, Torre Florim, Wende Snijders, Lucky Fonz III, haar liedteksten die zij hadden geschreven, maar nooit in nummers terecht kwamen. Bij haar optredens kreeg Pitou dan deze teksten en bedacht ter plekke een nummer eromheen. 
Na 2019 was het enige tijd stil rondom Pitou, totdat ze in 2022 op de vanwege de coronacrisis online versie van Eurosonic te horen was. Ze bracht in juni van dat jaar de single Big Tear uit en stond in dezelfde maand op Rock Werchter. De single was de eerste die zij uitbracht bij label V2 Records. In de maanden erop kwam ze met de singles Angel en Dancer en speelde ze op Pukkelpop.
Ze was in januari 2023 voor een derde maal te horen op Noorderslag. Twee maanden later kwam ze met haar debuutalbum Big Tear. Dit album werd erg positief ontvangen; onder andere OOR, Trouw. De Volkskrant en 3voor12 schreven lovende recensies. Met dit album deed de zangeres de festivals Motel Mozaïque, Best Kept Secret en Into the Great Wide Open aan en toerde ermee door Europa. Van deze toer werd een liveopname gemaakt, die in september op de ep Big Tour Live werd uitgebracht. In januari 2024 won ze de Pop Stipendium van het Cultuurfonds, waarmee ze € 10.000,- ontving om zich verder te kunnen ontwikkelen in haar carrière.